# 江淮银行
江淮银行（Kiang Hwai Bank of China），是新四军在苏中抗日根据地创建的银行。

## 历史
1940年11月1日，中共中央书记处致电陈毅（在苏北）“实行统筹统支，实行统一的累进税制，设立银行。”1940年11月15日在海安县召开苏北临时参政会，选举产生了苏北临时行政委员会，选举管文蔚为苏北临时行政委员会主任.银行最先拟名两淮银行，刘少奇说气魄不大，还是叫江淮银行为好，今后我们还要跨过淮河、长江去解放全中国。1941年4月1日在盐城正式成立。4月12日开门营业。江淮银行与苏北临时行政委员会财政经济部、新四军财政经济部，对外是三块牌子，对内是一套班子，部长兼行长朱毅，副部长兼副行长李人俊。骆耕漠协助李人俊工作。设营业部、会计科、秘书科和金库，共有30多名工作人员。
1941年9月，再日伪军清乡扫荡军事压迫下，华中局决定撤消江淮银行总行，华中9个战略区分别自行建立银行。苏中抗日根据地设立苏中行署财经处和“江淮银行”，行长朱毅（苏北临时行政委员会财政经济部长兼），副行长李人俊。首批印钞机是由陈国栋秘密濳入上海购买的，负责印钞技术的陶涛是从上海来的大学生。1942年8月，发行江淮银行券（江淮币，群众称为“抗币”），江淮印钞厂设在阜宁县羊寨，发行伍角券2种、壹元券6种、伍元券6种、拾元券2种、贰拾元券2种，累计18种版的纸币券，券上的英文签名“HwuFao”即新四军政委胡服。与日军军用券、汪伪中央储备银行券、国民政府法币、江苏省主席韩德勤的“江苏农民银行”券展开激烈的货币斗争。
1945年初，苏中新四军一师渡江南下开辟苏浙抗日游击区，中共华中局决定带200包200万张面值1000万元的江淮币，加印“苏浙”二字，用于新区的流通货币。同年8月11日，苏浙军区司令部政治部布告：“江淮币有1元、5元、10元三种”投放流通。8月，江淮银行与其它4个地方银行（银号）合并组成华中银行，江淮银行改组为华中银行一分行、二分行。